# Saint-Jean-Saint-Maurice-sur-Loire
Saint-Jean-Saint-Maurice-sur-Loire település Franciaországban, Loire megyében. Lakosainak száma 1155 fő (2022. január 1.). Saint-Jean-Saint-Maurice-sur-Loire Villerest, Villemontais, Bully, Cherier, Commelle-Vernay, Cordelle, Cremeaux és Lentigny községekkel határos.

## Népesség
A település népessége az elmúlt években az alábbi módon változott:
| Lakosok száma | 508  | 985  | 1061 | 1079 | 1128 | 1138 | 1148 | 1153 | 1155 | 1155 |
|               | 1968 | 1982 | 1990 | 2006 | 2013 | 2015 | 2017 | 2019 | 2020 | 2022 |